# ملکه شین‌دوک
ملکه شین‌دوک (کره‌ای: 신덕왕후 강씨؛ ۱۲ ژوئیه ۱۳۵۶ – ۱۵ سپتامبر ۱۳۹۶) نام پسامرگی بود که به همسر دوم و ملکه همسر یی دان، پادشاه ته‌جو، اولین پادشاه چوسان اعطا شد. او ملکه همسر چوسان و دارای عنوان ملکه هیون (کره‌ای: 현비) از سال ۱۳۹۲ تا زمان مرگش در سال ۱۳۹۶ بود. او مشاور سیاسی پادشاه ته‌جو بود. تأثیر زیادی در تأسیس پادشاهی چوسان داشت. او پس از مرگ با عنوان شین‌دوک، امپراتریس عالی (کره‌ای: 신덕고황후; هانجا: 神德高皇后) نامیده شد.

## در فرهنگ عامه
- بازی شده توسط ها می هه در مجموعه تلویزیونی سال ۱۹۸۳ کی‌بی‌اس، تأسیس پادشاهی
- بازی شده توسط کیم جونگ یون در مجموعه تلویزیونی سال ۱۹۸۳ ام‌بی‌سی، پادشاه قصر چودونگ
- بازی شده توسط کیم یونگ ران در مجموعه تلویزیونی سال ۱۹۹۶–۱۹۹۸ کی‌بی‌اس، اشک‌های اژدها
- بازی شده توسط یون جو هی در مجموعه تلویزیونی سال ۲۰۱۲–۲۰۱۳ اس‌بی‌اس، پیشگوی بزرگ
- بازی شده توسط لی ایل هوا در مجموعه تلویزیونی سال ۲۰۱۴ کی‌بی‌اس۱، افسانه سامبونگ
- بازی شده توسط کیم هی جونگ در مجموعه تلویزیونی سال ۲۰۱۵–۲۰۱۶ اس‌بی‌اس، شش اژدهای پرنده
- بازی شده توسط پارک یه جین در مجموعه تلویزیونی سال ۲۰۱۹ جی‌تی‌بی‌سی، کشور من
- بازی شده توسط یه جی وون در مجموعه تلویزیونی سال ۲۰۲۲ کی‌بی‌اس۱، پادشاه اشک لی بانگ وون